# Grant Shaginzhane
Grant Shaginzhane (Gyulagarak, Armenia, 30 de julio de 1923-Ereván, Armenia, 29 de mayo de 1996) fue un importante gimnasta artístico soviético, ganador de dos medallas de oro olímpicas y otras dos de oro en Mundiales, todas en la década de 1950.

## Carrera deportiva
En las Olimpiadas de Helsinki 1952 consigue dos medallas de oro —en anillas quedando por delante de su compatriota Viktor Chukarin, y en equipo, por delante de Suiza y Finlandia— y dos platas, en la general individual —tras Viktor Chukarin— y en caballo con arcos, de nuevo tras Viktor Chukarin y empatado con otro soviético Yevgeny Korolkov.
Dos años más tarde, en el Mundial de Roma 1954, gana el oro en el concurso por equipo y en caballo con arcos, y bronce en la general individual, tras sus compañeros de equipo Valentin Muratov y Viktor Chukarin.